# 赵青 (1961年)
赵青（1961年10月—），男，汉族，山东平阴人，中华人民共和国政治人物，现任新疆维吾尔自治区人大常委会副主任。毕业于中央党校函授学院经济管理专业。